# Résultat courant
Pour un article plus général, voir Soldes intermédiaires de gestion.
Le résultat courant, ou résultat courant avant impôts (RCAI) d'une société est, en comptabilité au niveau des pratiques continentales européennes, la somme du résultat d'exploitation et du résultat financier qu'elle a dégagé sur un exercice comptable. 
Il ne prend donc en compte ni le résultat sur éléments exceptionnels, ni la participation des salariés aux résultats de l'entreprise, ni les impôts sur les bénéfices.
Cette activité se traduit par des opérations de gestion courante qui sont bien distinctes des opérations exceptionnelles.
Il prend en compte la politique financière de l’entreprise.
Le résultat courant est le résultat courant avant impôts.
Résultat courant avant impôt = Produits d'exploitation + Produits financiers - Charges d'exploitation - Charges financières
Ou, plus simplement,
Résultat courant avant impôt = Résultat d'exploitation +/- Résultat financier

## Fiscalité
En France, l'impôt sur les sociétés est calculé sur le résultat fiscal, qui est égal au résultat courant, moins des déductions, plus des réintégrations. Le projet de loi de finances 2014 crée un nouvel impôt sur l'Excédent brut d'exploitation (EBE), dont la dernière version serait un "excédent net", calculé en déduisant l'amortissement comptable, pour ne pas taxer l'investissement des entreprises et en exonérant les PME. Le nouvel impôt taxerait donc le bénéfice avant impôt mais aussi les provisions comptables et les intérêts versés aux créanciers, à une époque où les grandes entreprises cotées en Bourse ont tendance à s'endetter pour réduire leurs capitaux propres.